# Oleander (schip, 1980)
De Oleander was een veerboot die voer voor de Spaanse rederij Trasmediterránea. Tot 2010 was Transeuropa Ferries exploitant van het schip en deze voer voornamelijk op het traject Ramsgate-Oostende. De originele naam van het schip was Pride of Free Enterprise. Het vaartuig was het zusterschip van de roemruchte Herald of Free Enterprise die in 1987 verging voor de kust van Zeebrugge omdat het uitvoer met geopende boegdeur.

## Geschiedenis
De Oleander werd in 1980 gebouwd voor Townsend Thoresen als Pride of Free Enterprise. In 1987 werd Townsend Thoresen onderdeel van P&O Ferries en een jaar later werd het schip herdoopt tot Pride of Bruges. P&O European Ferries droeg in 1998 de Pride of Bruges over aan P&O Stena Line en een jaar later werd het schip opnieuw hernoemd, nu naar P&OSL Picardy.
In 2001 werd de Picardy verkocht aan Seabourne Navigational Company Ltd. en verhuurd aan Trans Europa Ferries en werd herdoopt tot Oleander. De Oleander ging vervolgens dienstdoen op de lijndienst tussen Oostende en Ramsgate.
Het schip heeft op diverse routes tussen Engeland, Frankrijk en België gevaren en werd in de laatste jaren dat het dienstdeed ook diverse keren in de zomer ingezet op routes tussen Spanje en Marokko. In 2013 werd het schip omgedoopt tot Sherbatskiy. Tot eind 2015 werd het permanent gecharterd door de Spaanse rederij Trasmediterránea. Het schip voer tussen Almeria en Nador.
Na 35 onafgebroken dienstjaren werd de Sherbatskiy buiten dienst gesteld. Het schip is in 2015 gesloopt in Alang, India.

## Zusterschepen
- Flushing Range - Het vergane schip Herald of Free Enterprise dat na de berging werd herdoopt in Flushing Range (Rede van Vlissingen) voor haar laatste trip na verkocht te zijn als schroot.[2]
- Anthi Marina - Voormalige Spirit of Free Enterprise, Pride of Kent, P&OSL Pride of Kent, PO Kent. Het schip werd in 2009 opgelegd na financiële problemen bij rederij GA Ferries en werd uiteindelijk in 2012 gesloopt.

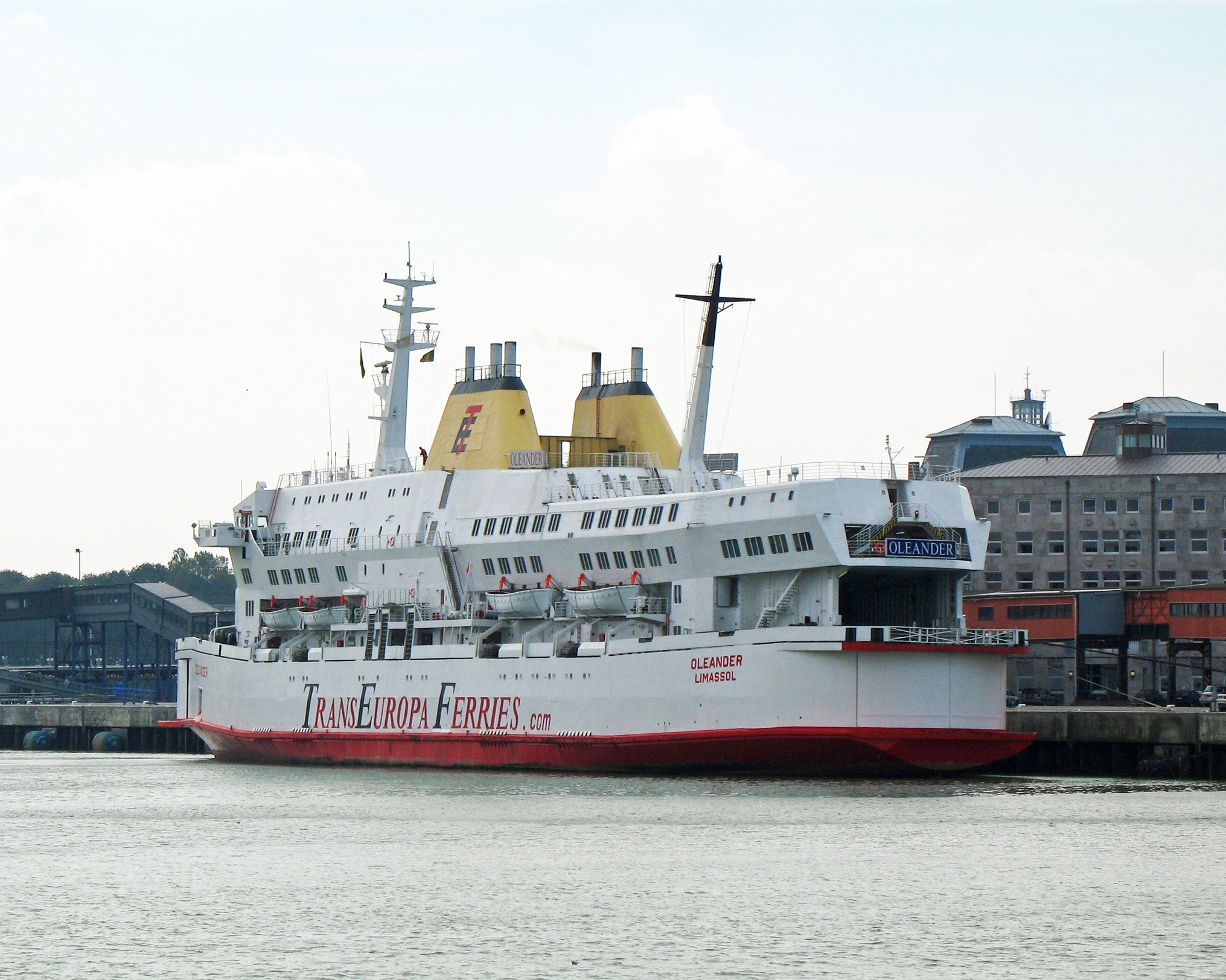
De Oleander in de haven van Oostende, september 2007